# Chinidină
Chinidina este un alcaloid natural, fiind un medicament antiaritmic de clasă Ia ce acționează ca blocant al canalelor de sodiu. Din punct de vedere chimic, este un alcaloid chinolinic și chinuclidinic, fiind întâlnit în mod natural în scoarța unor specii din genul Cinchona (similar cu chinina).

## Utilizări medicale
Chinidina este considerată a fi un agent antiaritmic de clasă Ia, fiind utilizată pentru a preveni aritmiile ventriculare. Deși compusul era utilizat sub formă injectabilă intravenos pentru a trata malaria cauzată de Plasmodium falciparum, nu se cunoaște care este disponibilitatea acestui compus în viitor pentru tratament. În Statele Unite, chinidina nu mai este fabricată din anul 2019, și a fost înlocuită de artesunat în tratamentul malariei.